# Maurice-Jules-Zacharie Grenet
Maurice-Jules-Zacharie Grenet, francoski general, * 1879, † 1958.